# فرودگاه آلتایی
فرودگاه آلتایی (به انگلیسی: Altai Airport) یک فرودگاه همگانی و نظامی با کد یاتا LTI است که یک باند فرود چمن دارد و طول باند آن ۲۲۹۰ متر است. این فرودگاه در شهر آلتای، مغولستان کشور مغولستان قرار دارد و در ارتفاع ۲۲۱۳ متری از سطح دریا واقع شده است.

## شرکت‌های هواپیمایی و مقصدهای پروازی
| شرکت‌های هواپیمایی | مقصدهای پروازی          |
| ----------------- | ----------------------- |
| Aero Mongolia     | بویانت-اوخا             |
| Eznis Airways     | بویانت-اوخا             |
| هونو ایر          | بیانخانگار، بویانت-اوخا |